# Nové Strašnice
Nové Strašnice jsou zbytky vesnice ve východní části území dnešní pražské čtvrti a katastrálního území Strašnice v městské části Praha 10. Z původní vesnice dnes zbylo několik domků, polorozpadlý statek a malá kaplička kolem západní části ulice Novostrašnické, mezi Úvalskou ulicí a stanicí metra Depo Hostivař. Zbytek vesnice je obklopen různými skladovými areály, administrativními a průmyslovými objekty, zahrádkami a periferní pustinou.

## Historie
Nové Strašnice vznikly kolem roku 1781, v téže době, kdy byly nedaleké Staré Strašnice (ležící asi 1 kilometr západně) obnoveny po zpustošení při prusko-rakouské bitvě u Štěrbohol (1757).
Nové Strašnice nikdy nebyly samostatnou obcí. Na přelomu 19. a 20. století spadaly do žižkovského okresu. Zhruba od roku 1898 se v matrikách používal sloučený název Strašnice namísto Staré Strašnice a Nové Strašnice. Novým i Starým Strašnicím vedla církevní matriku v letech do roku 1784 farnost Prosek (v letech 1673–1775 též farnost svatého Ignáce), v letech 1784–1920 žižkovská (olšanská) farnost svatého Rocha.
Koncem 19. století měly Nové Strašnice 14 domů. Na přelomu 19. a 20. století zažívaly Strašnice bouřlivý rozvoj a původní vesnice byla zčásti zničena, zčásti pohlcena průmyslovou zástavbou. Nynější popisná čísla byla přidělena až po připojení ke Strašnicím.
V těsné blízkosti této oblasti mezi ulicí Úvalská a stanicí metra Depo Hostivař je po desetiletí připravovaná trasa rychlostního Městského okruhu. Územní plán počítá s jeho vedením podél železniční tratě, tedy mimo jiné s demolicí statku Novostrašnická 1213/47.

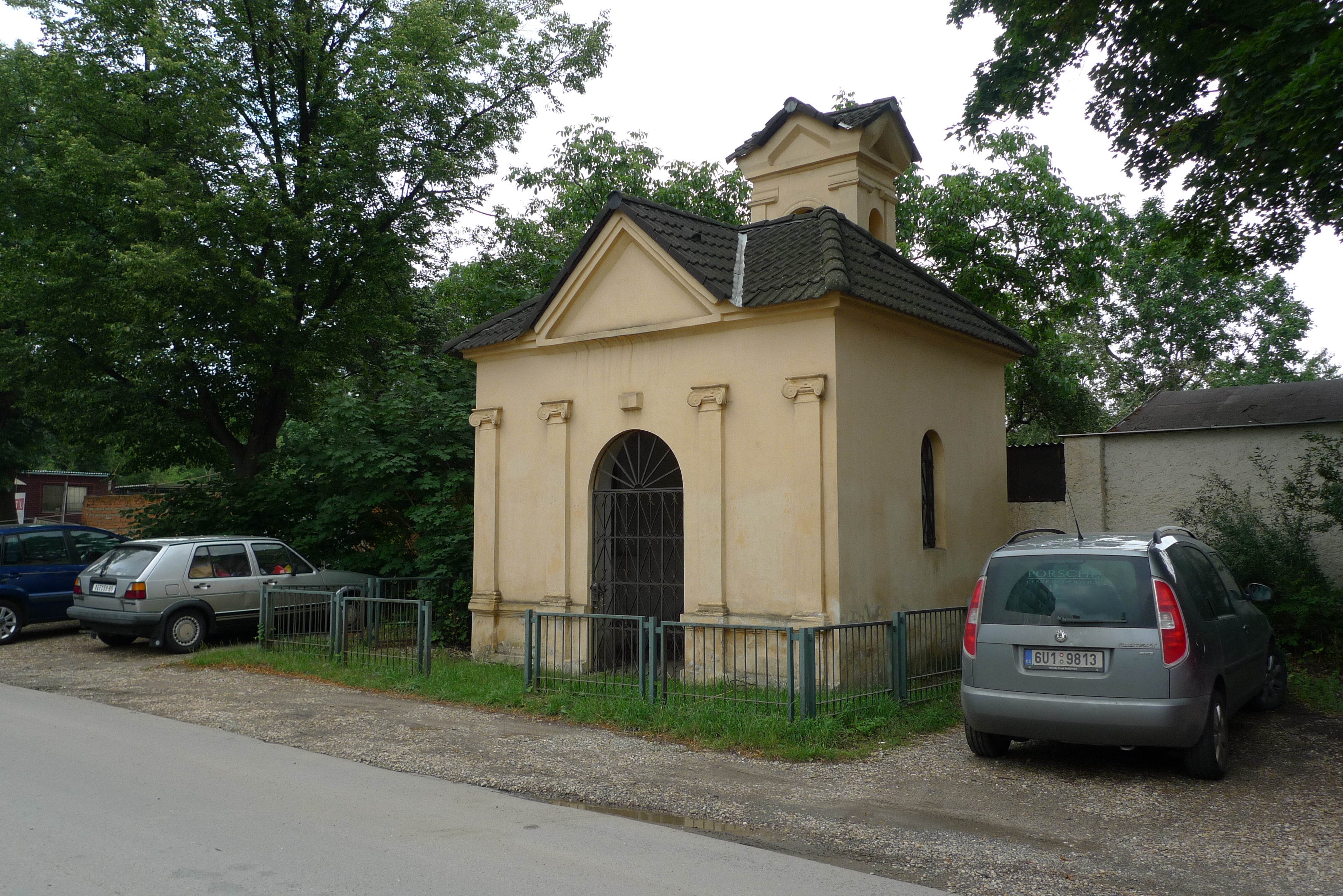
Kaplička na jižní straně Novostrašnické ulice
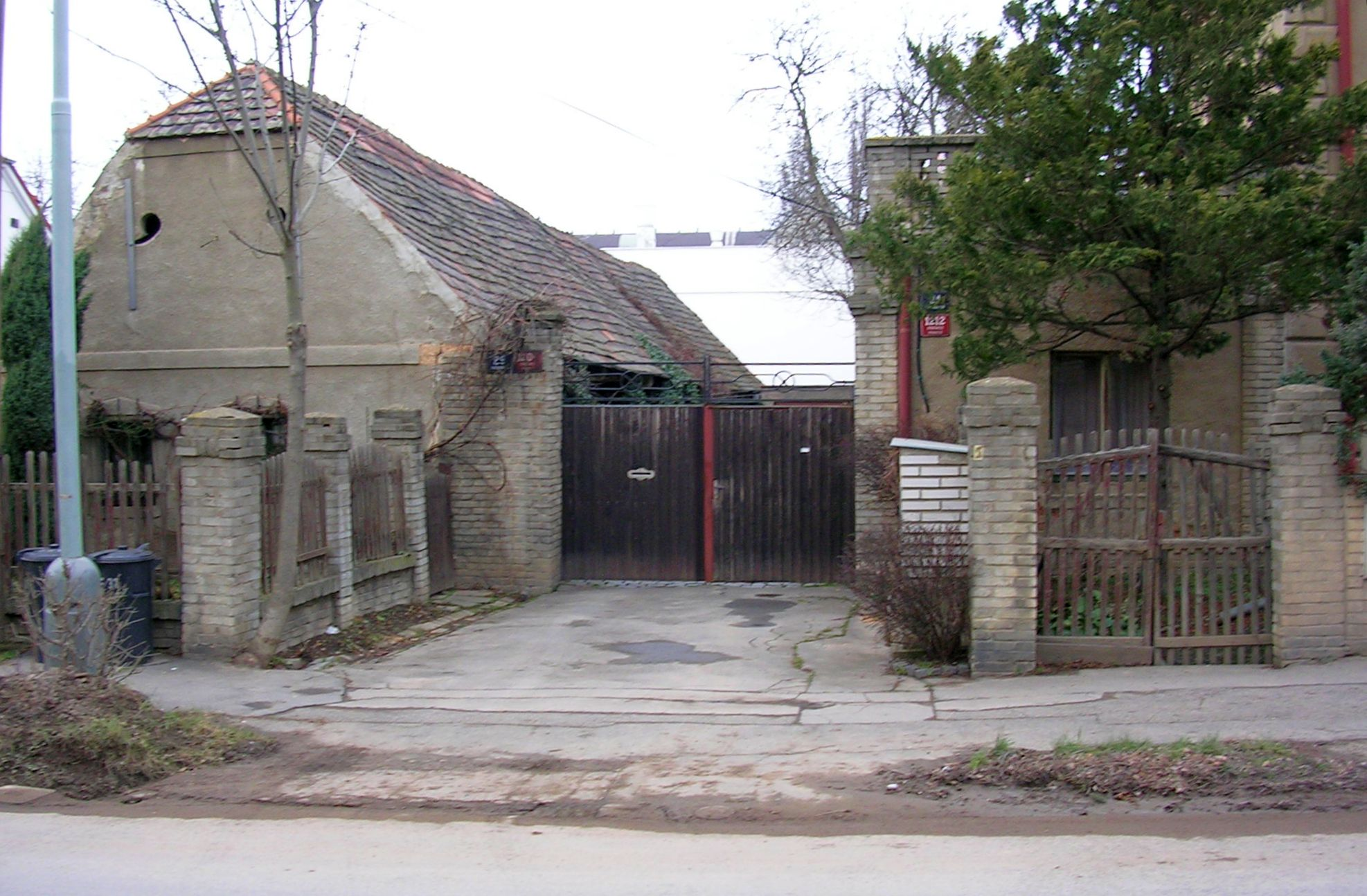
Dům Strašnice č. p. 1204, Novostrašnická č. o. 29
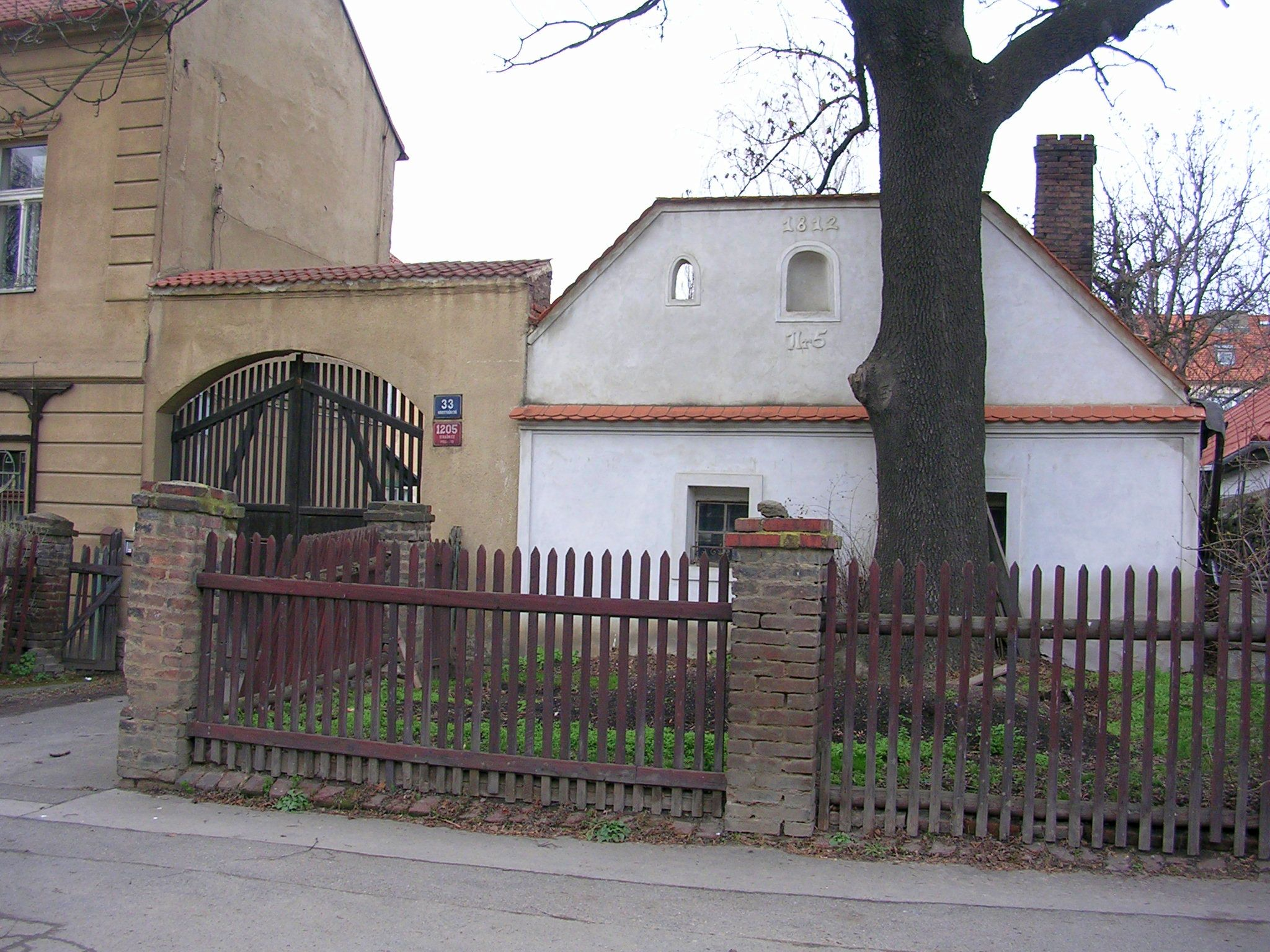
Detail brány domu č. o. 33 (č. p. 1205)
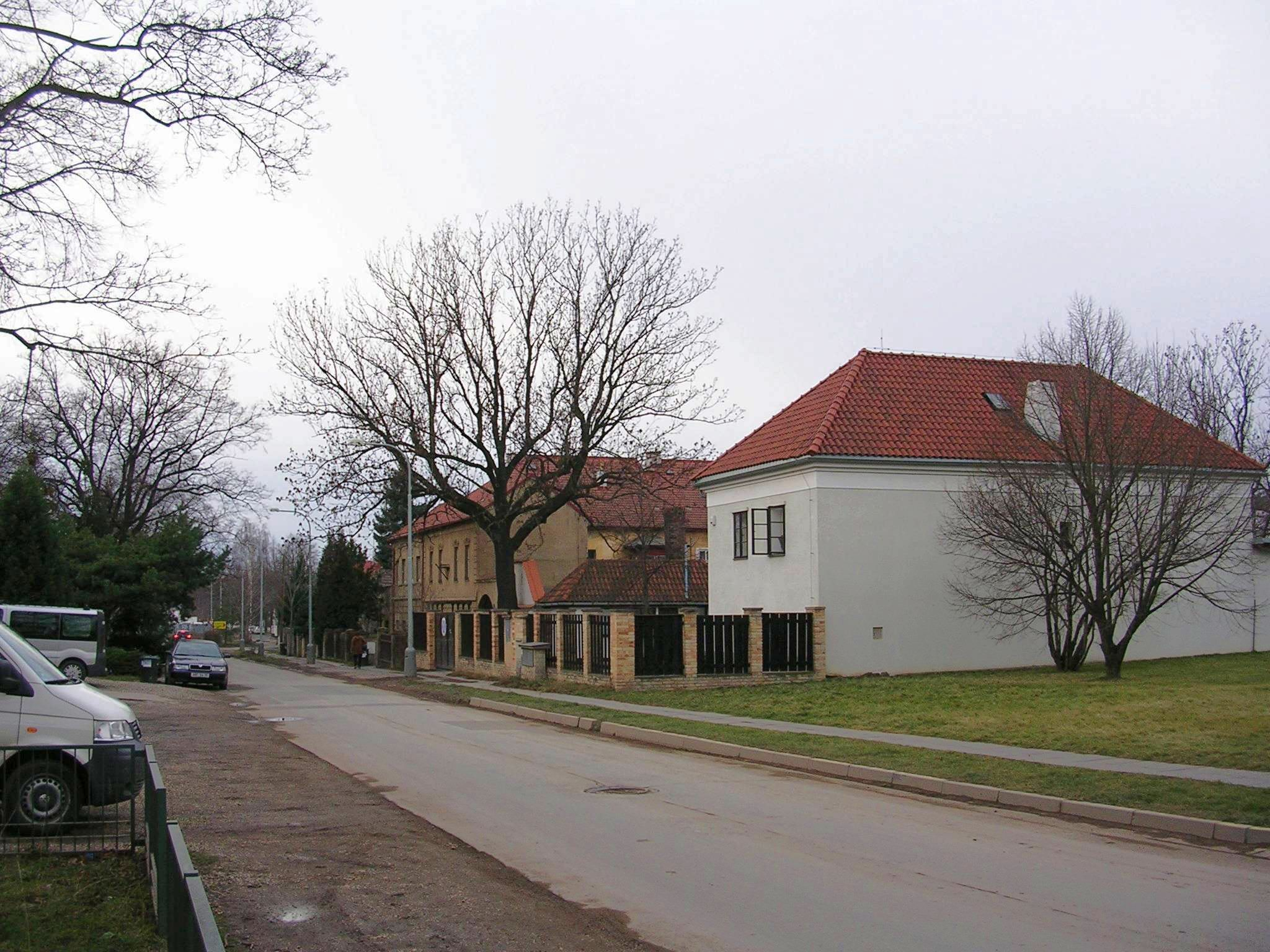
Domy č. o. 31–35 (zleva č. p. 1212, 1205, 1206)
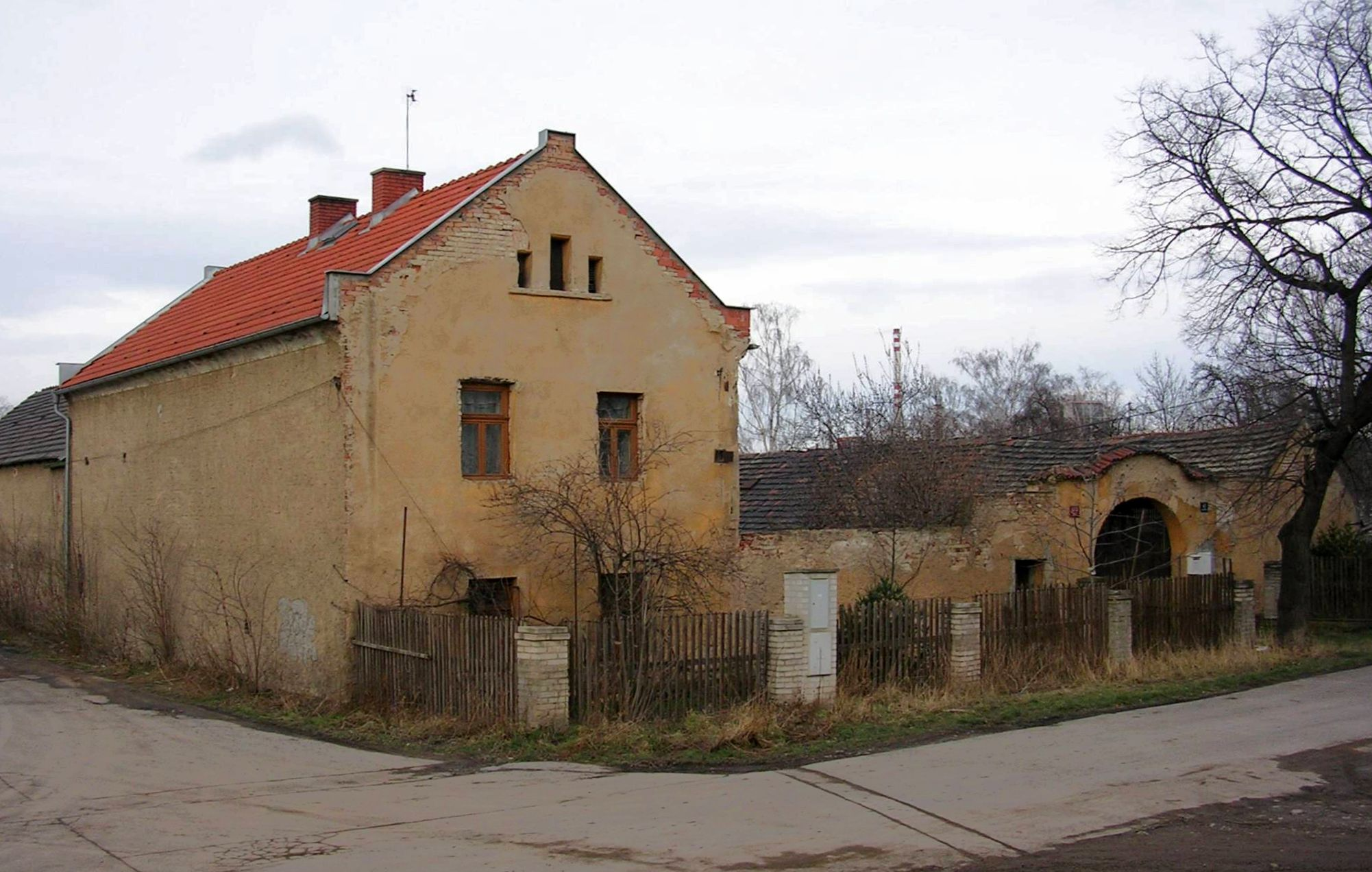
Statek č. o. 47 (č. p. 1213)
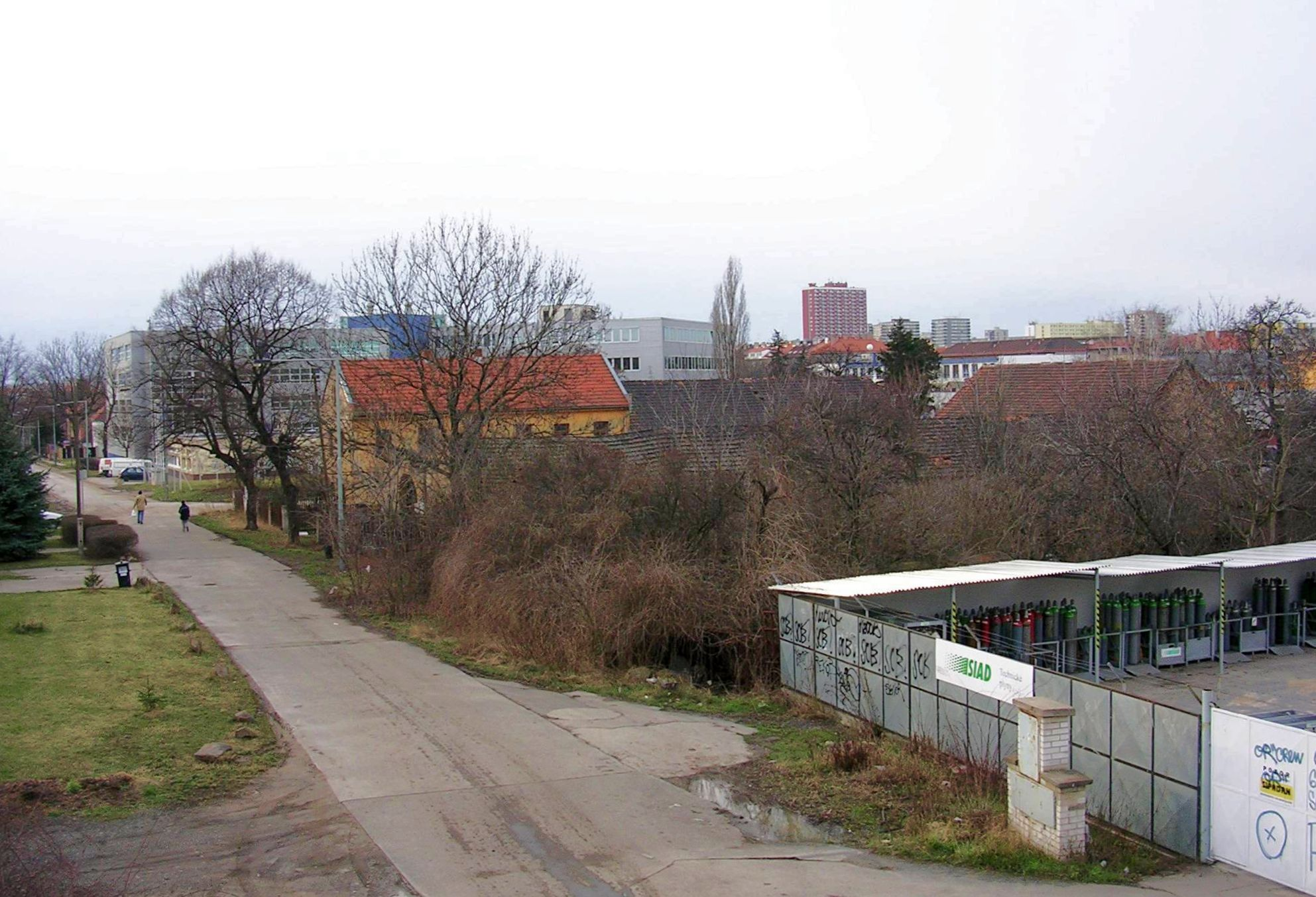
Statek č. o. 47 (č. p. 1213) obklopený novou zástavbou a skladem, v pozadí ostatní původní domky